# ステーファノ・ヴィスコンティ
ステーファノ・ヴィスコンティ（イタリア語：Stefano Visconti, 1287年ごろ - 1327年7月4日）は、14世紀から15世紀までミラノを支配したヴィスコンティ家の成員の一人。

## 生涯

### 家族
ステーファノはマッテーオ1世・ヴィスコンティの息子である。
1318年、ステーファノはベルナボ・ドーリアとエリアナ・フィエスキの娘ヴァレンティーナと結婚した。2人の間には3子が生まれた。
- マッテーオ2世（1319年頃 - 1355年）[1] - ミラノ僭主
- ガレアッツォ2世（1321年 - 1378年）[1] - ミラノ僭主
- ベルナボ（1323年 - 1385年）[1] - ミラノ僭主

3人の息子は、伯父ルキーノの死後ミラノを共同統治した。

### 死去

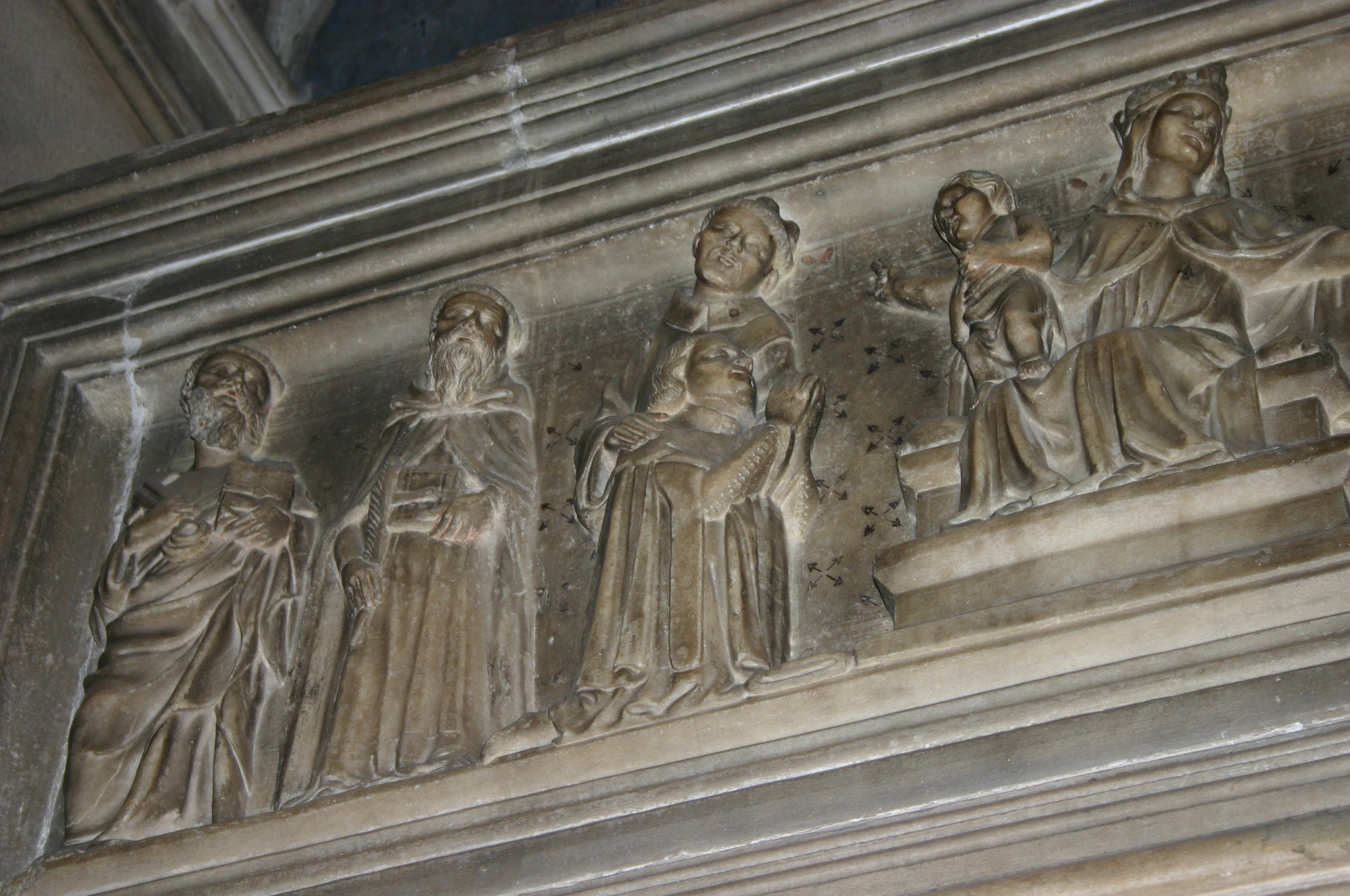
跪くステーファノ・ヴィスコンティ（墓石の一部）

ステーファノは1327年7月4日の夜、イタリア王として戴冠したばかりのルートヴィヒ4世・フォン・バイエルンとの晩餐会の後に死去した。
同時代の人々は、ステーファノの兄ガレアッツォ1世、ジョヴァンニ、ルキーノおよび甥アッツォーネがモンツァの要塞に投獄されることとなったルートヴィヒ4世の暗殺未遂とステーファノの死に関連があると考えた。この事件は、神聖ローマ帝国とヴィスコンティ家の関係の悪化を意味した。
ステーファノと妻ヴァレンティーナの壮大な墓は、1359年にボニーノ・ダ・カンピオーネにより制作され、ミラノのサンテウストルジョ聖堂に安置されている。